# Football Club Scandicci 1908
Il Football Club Scandicci 1908, meglio conosciuto come Scandicci, è una polisportiva nota soprattutto per la sezione calcistica. Lo Scandicci fu fondato nel 1908 ed ha sede nel comune di Scandicci. Milita in Serie D, quarta serie del campionato italiano.
Lo Scandicci può vantare uno dei migliori settori giovanili della Toscana, la Scuola Calcio (dedicata ad Alberto Di Chiara) ottiene con continuità il riconoscimento di "Scuola di Calcio Élite" attribuito dalla FIGC. Dall'estate 2022 può vantare la prestigiosa partnership con Hard Rock Cafe Firenze, prima società italiana a legarsi allo storico brand internazionale.

## Storia

### Storia del Club
Nel 1908, un gruppo di appassionati dello sport a Scandicci, una cittadina vicino a Firenze, decise di fondare il Club Sportivo Robur Scandicci con l'obiettivo di promuovere la pratica sportiva per i giovani. Le discipline principali includono calcio, atletica, ciclismo e boxe, ma nel corso degli anni sono state aggiunte sezioni come nuoto, pallacanestro e pallavolo. Il campo sportivo originale si trovava in Piazza Piave, con spogliatoi in un edificio noto come "spedale".
Negli anni '30 la sede si spostò in Piazza Marconi, dove venne inaugurato un nuovo campo sportivo costruito dalla famiglia inglese Robertson, residente a Scandicci.
Dopo una pausa dovuta alla Seconda guerra mondiale, le attività sportive ripresero al campo che fu dedicato a Valerio Bartolozzi, un giovane di Scandicci ucciso a Firenze poco dopo l'8 settembre 1943 mentre distribuiva volantini.
La squadra di calcio del Club Sportivo Robur Scandicci, dopo aver giocato per anni nella Terza Divisione Regionale, ha raggiunto la Serie D nella stagione 2006-2007 in occasione del Centenario del club.
Dopo 16 stagioni consecutive in Serie D, lo Scandicci è retrocesso nel campionato di Eccellenza, dove ha militato dalla stagione 2023/2024 fino alla stagione 2024/2025, quando ha centrato nuovamente la promozione in Serie D.

### Impegno Sociale e Valorizzazione Giovanile
Sotto la presidenza di Fabio Rorandelli, a partire dal 6 luglio 2011, la società ha intrapreso un'azione di azionariato popolare e industriale, sostenendo l'Associazione Nazionale Tumori Italia Onlus nella sua missione di garantire una migliore qualità di vita ai pazienti oncologici.
Questa azione è stata parte di un progetto più ampio chiamato "Stile Scandicci", un codice etico interno alla società che promuove un ambiente sano e formativo basato su valori come il fair-play e l'onestà.
Nell'estate del 2016, con il ritorno del Presidente Fabio Rorandelli, la società è rinata come C.S. Scandicci 1908, con l'aggiunta di sezioni di calcio femminile e rugby per un paio di anni. Nel 2021, la società ha cambiato denominazione in F.C. Scandicci 1908, sottolineando il suo legame con la città di Scandicci e l'area fiorentina.
Lo Scandicci ha un settore giovanile di alta qualità, con una Scuola Calcio riconosciuta come "Scuola di Calcio Élite" dalla FIGC. Nel Settore Giovanile, tutte le squadre competono nei gironi Élite e Regionali. Nel 2020 è stata fondata la "Alberto Di Chiara Academy" in collaborazione con l'ex giocatore di Fiorentina, Parma e della Nazionale Italiana, Alberto Di Chiara.

## Colori e simboli

### Colori
I colori sociali del Football Club Scandicci 1908 sono il blu ed il bianco. Talvolta la Prima Squadra gioca anche con la muta rossa, con il prestigioso logo di Hard Rock Cafe Firenze.

### Simboli ufficiali

#### Stemma
Sono stati diversi gli stemmi che si sono succeduti nel tempo. Lo stemma attuale, nato nell'estate 2016, raffigura al suo centro una stilizzazione del Castello dell'Acciaiolo, simbolo della città di Scandicci, circondato da una corona circolare blu in cui sono riportati il nome "Scandicci" e l'anno di nascita del club "1908" nonché due marzocchi, riferimento alla tradizione fiorentina, e due quadrifogli, a richiamare la buona sorte.

## Strutture
Le partite casalinghe e gli allenamenti della Prima Squadra, del Settore Giovanile e della Scuola Calcio si tengono sul manto in erba sintetica del centro sportivo "Bartolozzi", tal impianto dispone inoltre di una tribuna coperta, di un campo coperto per il calcio a cinque ed ospita anche un bar ed una pizzeria.
Altre strutture a disposizione dello Scandicci sono al centro sportivo di Vingone.

## Società

### Organigramma societario
- Fabio Rorandelli - Presidente
- Simona Ciagli - Vicepresidente
- Claudio Davitti - Direttore Generale
- Rino D'Andretta - Direttore Sportivo del Settore Giovanile

### Sponsor Tecnico
- Erreà

### Sponsor Ufficiali
- Messeri Firenze

## Palmarès

### Competizioni regionali
- Eccellenza: 1

2024-2025 (girone B)
- Promozione: 1

1993-1994 (girone A)
- Coppa Italia Dilettanti Toscana: 1

1999-2000

## Statistiche e record

### Partecipazione ai campionati
| Categoria | Categoria | Partecipazioni | Debutto   | Ultima stagione | Totale |
| --------- | --------- | -------------- | --------- | --------------- | ------ |
| 4º        | Serie D   | 10             | 2014-2015 | 2025-2026       | 10     |
| 5º        | Serie D   | 7              | 2007-2008 | 2013-2014       | 7      |